# Tërthore
Tërthore is een plaats en voormalige gemeente in de stad (bashkia) Kukës in de prefectuur Kukës in Albanië. Sinds de gemeentelijke herindeling van 2015 doet Tërthore dienst als deelgemeente en is het een bestuurseenheid zonder verdere bestuurlijke bevoegdheden. De plaats telde bij de census van 2011 2959 inwoners.

## Bevolking
Volgens de volkstelling van 2011 telde de (voormalige) gemeente Tërthore 2.959 inwoners. Dat is een daling vergeleken met het jaar 2001 toen er nog 4.056 personen werden geteld. De bevolking bestaat nagenoeg uitsluitend uit etnische Albanezen.
De bevolking is, in tegenstelling tot de rest van Albanië, vrij jong. Van de 2.959 inwoners waren er 825 tussen de 0 en 14 jaar oud, 1.947 inwoners waren tussen de 15 en 64 jaar oud en 185 inwoners waren 65 jaar of ouder.

#### Religie
De islam is de grootste religie in Tërthore.
| Religieuze samenstelling in de plaats (bashki) Tërthore | Religieuze samenstelling in de plaats (bashki) Tërthore | Religieuze samenstelling in de plaats (bashki) Tërthore | Religieuze samenstelling in de plaats (bashki) Tërthore | Religieuze samenstelling in de plaats (bashki) Tërthore | Religieuze samenstelling in de plaats (bashki) Tërthore |
| Deelgemeente                                            | Aantal inwoners (census 2011)                           | Islam (%)                                               | Katholieke Kerk in Albanië (%)                          | Albanees-Orthodoxe Kerk (%)                             | Bektashi (%)                                            |
| ------------------------------------------------------- | ------------------------------------------------------- | ------------------------------------------------------- | ------------------------------------------------------- | ------------------------------------------------------- | ------------------------------------------------------- |
| Tërthore                                                | 2.959                                                   | 90,46 procent                                           | -                                                       | -                                                       | -                                                       |